# Poems (tom Franka Earla Herricka)
Poems – tom wierszy amerykańskiego sędziego i poety Franka Earla Herricka, opublikowany w Elgin w stanie Illinois w 1926 nakładem oficyny Brethren Publishing House. Tom zawiera cykle Poems of the Great Reform, Poems of the Great War i Poems of Philosophy and Friends.